# ميرا (فلم 2022)
ميرا (الروسية: Мира) هو فيلم خيال علمي روسي لعام 2022 من إخراج ديمتري كيسيليوف حول القيم العائلية والحب تجاه العائلة والأصدقاء. من النجوم فيرونيكا أوستيموفا وأناتولي بيلي. تم إصداره مسرحيًا في 22 ديسمبر 2022.

## طاقم التمثيل
- فيرونيكا أوستيموفا بدور فاليريا "ليرا" أرابوفا
- أناتولي بيلي بدور فاليري أرابوف، رائد فضاء
- الكسندر بيتروف في دور إيجور، الأخ الأصغر لفاليريا
- يفغيني يغوروف في دور ميشا، صديقة فاليريا
- داريا موروز في دور سفيتلانا، والدة فاليريا
- مكسيم لاغشكين في دور بوريس، زوج سفيتلانا الثاني، وزوج أم فاليريا
- كيريل زيتسيف في دور أنتونوف، رائد فضاء، قائد أرابوف
- إيغور خريبونوف في دور ريبينوف، زميل أرابوف وأنتونوف
- كريستينا كوربوت بدور أليا
- مارينا بورتسيفا بدور تانيا

## الإستقبال
تلقى الفيلم استقبالًا إيجابيًا بشكل عام من النقاد والجماهير، مع الثناء على التمثيل والمؤثرات الخاصة والقصة، على الرغم من توجيه بعض الانتقادات لطول الفيلم.